# ترونگ سون
ترونگ سون (به لاتین: Trường Sơn) یک سکونتگاه مسکونی در ویتنام است که در استان باک گیانگ واقع شده‌است.